# Alice's Egg Plant
Série Alice Comedies
Alice Solves the Puzzle
(1925) Alice Loses Out
(1925)
Pour plus de détails, voir Fiche technique et Distribution.
Alice's Egg Plant est un court métrage d'animation américain muet de la série Alice Comedies sorti en 1925.

## Synopsis
Julius directeur de l'élevage de poule dans la ferme d'Alice doit livrer 5000 œufs à la société Sinkem and Soakem. Mais les poules sont un peu fatiguées. Arrive alors dans l'élevage, une poule d'une autre ville, Little Red Henski venue de Moscou, Russie. Ce personnage s'avère être un agitateur syndical. Sa présence fait que les poules refusent de produire. Pour résoudre ce problème, Alice et Julius organisent un combat de coq avec pour comme prix d'entrée, un œuf. Grâce à cela les deux compères parviennent à obtenir les œufs voulus mais sur le chemin de la livraison, ils cassent les œufs.

## Fiche technique
- Titre original : Alice's Egg Plant
- Série : Alice Comedies
- Réalisation : Walt Disney
- Animation : Ub Iwerks, Rollin Hamilton, Thurston Harper
- Encrage et peinture : Lillian Bounds, Kathleen Dollard
- Photographie : Mike Marcus
- Production :  Walt Disney ; Margaret J. Winkler (copyright)
- Société de production : Disney Brothers Studios
- Sociétés de distribution : Margaret J. Winkler (1925) ; Syndicate Pictures (1929, version sonorisée)
- Pays :  États-Unis
- Format d'image : noir et blanc - 35 mm - 1,37:1 - muet
- Genre : animation et prises de vues réelles
- Durée : 8 min 31
- Dates de sortie :
  - Version muette : 17 mai 1925 au Rivoli Theater de New York en première partie de Papa sans gêne (Welcome Home)  ;  12 juillet 1925[1] (sortie nationale) ;
  - Version sonorisée : 1er décembre 1929

Source : Walt in Wonderland

## Distribution
- Dawn O'Day/Anne Shirley : Alice

## Commentaires
Produit en mars 1925, le film a été livré le 27 mars 1925 avant d'être présenté en avant-première en mars 1925 au Paramount Theater de Los Angeles sous le titre Chicken Pictures. 
Il marque la première et dernière apparition d'Anne Shirley (aussi appelée Dawn O'Day) dans le rôle d'Alice.  
Ce film cristallise la peur que les États-Unis ressent de la montée du syndicalisme avec la création de l'URSS en 1922. Le personnage de la poule agitateur syndical est nommé Little Red Henski (litt. « la petite poulski rouge »), le suffixe « -ski » ajouté au mot « hen » (poule) étant employé à des fins humoristiques de russification. 